# Nothing Missing
"Nothing Missing" é o quinto single oficial tirado do álbum Firebird da cantora Natalie Imbruglia.

## Composição
A música foi escrita por Natalie em parceria com KT Tunstall, conhecida cantora e compositora britânica.

## Lançamento
A faixa foi lançada em 2021, inicialmente, como parte do álbum Firebird, sendo executada promocionalmente em diversas rádios pelo mundo. Em 13 de janeiro de 2022, ocorreu a primeira execução oficial como música de trabalho na BBC Radio 2, no Reino Unido, no programa de Sara Cox. Duas semanas depois, a faixa foi adicionada à C List da BBC, entrando permanentemente em sua programação (airplay).

## Videoclipe
O teledisco foi gravado na casa de shows Lafayette, em Londres, na Inglaterra, em 22 de setembro de 2021. Este foi o segundo show da Firebird Tour de Natalie, no qual "Nothing Missing" foi a música de abertura. O clipe foi dirigido por David Lopez-Edwards, responsável também pela edição, e traz imagens da performance da canção mesclada a cenas de bastidores, em preto e branco.
O vídeo estreou em 12 de fevereiro de 2022, no canal oficial de Natalie no YouTube, um dia antes da final do programa The Masked Singer UK, na qual Imbruglia participou como a personagem Panda.

## Single Digital
- Versão Principal

1. "Nothing Missing" - 3:14

## Paradas musicais
O single entrou no Top 50 do airplay chart britânico, permanecendo no mesmo por 4 semanas, em janeiro de 2022.[carece de fontes?]
| Parada semanal (2021-22)             | Posição |
| ------------------------------------ | ------- |
| Reino Unido (UK Airplay Chart)       | 49      |
| Reino Unido (UK iTunes Top 100 Rock) | 37      |
| Reino Unido (Radio Top 100 Rock)     | 24      |
| Ucrânia (Radio Top 100 Rock)         | 90      |
| Vietnã (Apple Music Top 100 Rock)    | 95      |